# Гарі (Ардатовський район)
Гарі (рос. Гари) — село у складі Ардатовського району Нижньогородської області. Входить до складу робітничого селища Ардатов. Входило до складу скасованої Чуварлей-Майданської сільради.

## Географія
Розташоване за 17 км на південний захід від робітничого поселення Ардатов.
Село лежить на берегах маленької річечки, що тече з півночі та впадає у річку Канергу за 1,5 км на південь від села. З півночі та півдня до села підступають листяні ліси.

## Населення
| 1999 | 2002 | 2010 |
| ---- | ---- | ---- |
| 124  | ↘112 | ↘51  |